# Васюковка (Днепропетровская область)
Васюковка (укр. Васюківка) — село,
Самарский сельский совет,
Петропавловский район,
Днепропетровская область,
Украина.
Код КОАТУУ — 1223884802. Население по переписи 2001 года составляло 110 человек.

## Географическое положение
Село Васюковка находится на левом берегу реки Самара,
выше по течению на расстоянии в 2,5 км расположено село Луговое,
на противоположном берегу — село Хорошее.
Река в этом месте извилистая, образует лиманы, старицы и заболоченные озёра.
Рядом проходит автомобильная дорога Т-0424.